# Carros
 Carros  es una población y comuna francesa, en la región de Provenza-Alpes-Costa Azul, departamento de Alpes Marítimos, en el distrito de Grasse y cantón de Carros, a orillas del río Var.

## Demografía
| 404 | 567 | 616 | 748 | 819 | 811 | 776 | 854 | 818 | 634 | 656 | 606 | 534 | 525 | 512 | 536 | 560 | 443 | 453 | 453 | 390 | 384 | 403 | 509 | 563 | 662 | 761 | 963 | 4 197 | 8 457 | 10 747 | 10 710 | 11 515 |
| Para los censos de 1962 a 1999 la población legal corresponde a la población sin duplicidades (Fuente: INSEE [Consultar]) |     |     |     |     |     |     |     |     |     |     |     |     |     |     |     |     |     |     |     |     |     |     |     |     |     |     |     |       |       |        |        |        |